# Hotel Korošica
Hotel Korošica v Dravogradu je prvi hotel na Koroškem s štirimi zvezdicami. Leži v Dravogradu v središču treh dolin in tako omogoča hiter dostop do vseh pomembnejših gospodarkskih subjektov in turističnih točk Koroške, Mislinjske in Dravske doline.